# Chillida-Leku
El museu Chillida-Leku mostra la trajectòria escultòrica de l'autor, Eduardo Chillida, durant 50 anys. Situat a uns 15 kilòmetres de Donostia, és un parc d'escultures a l'aire lliure, on s'exposa una col·lecció que l'escultor Eduardo Chillida ha guardat durant anys i on es plasma de manera perfecta la seva visió de la forma, de l'espai i el temps acumulat. El Chillida-Leku és un espai que té un jardí de 12 hectàrees, arbrat, en què al llarg de disset anys s'han anat col·locant unes 40 peces de grans dimensions, la majoria de ferro i granits. En el museu es pot veure el tema de la forma oberta i la forma tancada o que s'obre endins o enfora, l'espai buit, dimensionat per espais no creats, un buit com el silenci i la resistència que troba. Així, defineix l'escultura com a forma d'acció.
Actualment, el museu torna a estar obert.

## Història
El nucli del museu és Zabalaga, una casa del 1543 amb tota l'estructura de fusta a la vista, que, el 1983 quan Chillida i la seva dona Pilar Belzunce la van visitar per primera vegada estava en ruïnes. L'any 1984 els Chillida-Belzunce van comprar una part de la finca que incloïa una part de la casa. La van restaurar amb un gran respecte, amb l'ajuda de l'arquitecte Joaquín Montero, durant 17 anys, fins que la van obrir el 16 de setembre del 2000. Era un lloc ideal per exposar les escultures de l'artista durant l'últim procés de rovellament del material. Una vegada acabat aquest procés, sortien des del museu per ser exhibides i venudes pel món. A poc a poc, Chillida perdia el desig per vendre les obres i començava a col·leccionar-les a la casa. Així es va crear el Chillida-Leku.
D'aquesta manera es compleix un dels somnis de l'escultor donostiarra; tenir un lloc a la mesura de la seva obra, on pogués estar sempre exposada; un espai que li permetés seguir l'evolució de la seva trajectòria en tots els camps que va conrear. Una ajuda per entendre Chillida en el conjunt, en els seus dibuixos, en 50 anys de creacions. L'espai va crear sempre un espai fonamental en l'obra de l'escultor, d'aquí el seu nom, Chillida-Leku. Leku, en euskera, és lloc, espai o paratge, però també és la tensió d'un cop net, la raó de l'acer davant possibilitats sense límit, tan provocador de la mà de l'artista. Chillida-leku és la seva última obra, una recreació viva del buit, una visió poètica del seu concepte d'obra, espai i natura.

## La col·lecció permanent
El museu és una mostra de la trajectòria escultòrica de l'autor durant cinquanta anys. El recinte consta de tres àrees definides; la zona de serveis, dotada d'un auditori on es poden veure imatges de l'artista treballant; el jardí, de 12 hectàrees, dominat per roures i magnòlies, on hi ha més de 40 escultures; i, finalment, com a peça central del museu, la casa Zabalaga, que recull obres de menor format, realitzades amb acer, alabastre, granit, terracota, guix, fusta o paper.

### L'entrada
A peu de carretera, de camí cap a Hernani, i com a emblema provisional de Chillida-Leku, hi ha Berlín, un estel d'acer. Baixant el camí que s'obre a l'esquerra s'accedeix al pàrquing, de d'on ja es pot observar un panorama espectacular.
Una obra de l'arquitecte Joaquín Montero dona la benvinguda al visitant. Prop del rierol que anys abans desembocava en el peine del viento de San Sebastian, una de les obres principals de l'artista, es troben la biblioteca, la botiga-llibreria i l'auditori.
La primera peça que es veu des d'aquest punt és el "Peine del Viento XXIX." 

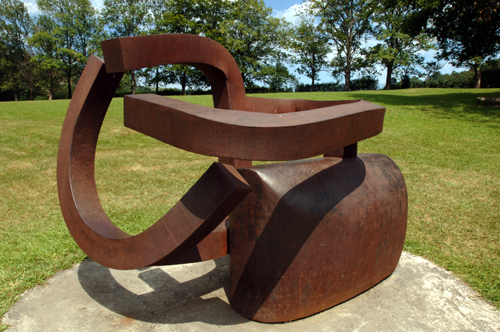
Obra d'en Chillida

### El jardí
Un prat immens s'estén a la vista, amb aspecte de camp de golf. Per tots costats es troben les obres de gran dimensió d'acer, ferro, granit... disposades per un recorregut lliure, sense un aparent ordre establert.
La natura i les obres aconsegueixen una simbiosi única al jardí, una de les claus en l'art de Chillida. Les primeres obres es van començar a instal·lar en el museu a partir de la compra dels primers terrenys el 1984. Moltes d'elles van ser disposades en llocs específics, per això algunes vegades no s'entenien obra i espai.
A la part del jardí del darrere la casa, els roures, magnòlies, plataners i castanyers contrasten amb les praderes que envolten Zabalaga, on hi ha només alguns pomers. En el bosc hi ha una atmosfera misteriosa, amb caminets que porten a descobrir obres de menor dimensió, més recollides, en petits espais.
Algunes tenen un significat especial, com l'"Homenaje a Bracque", el primer pintor que li va canviar una obra a Chillida, el 1954, o el "Peine del Viento" inspirat en els rissos del cabell de la seva dona, Pilar Belzunce.

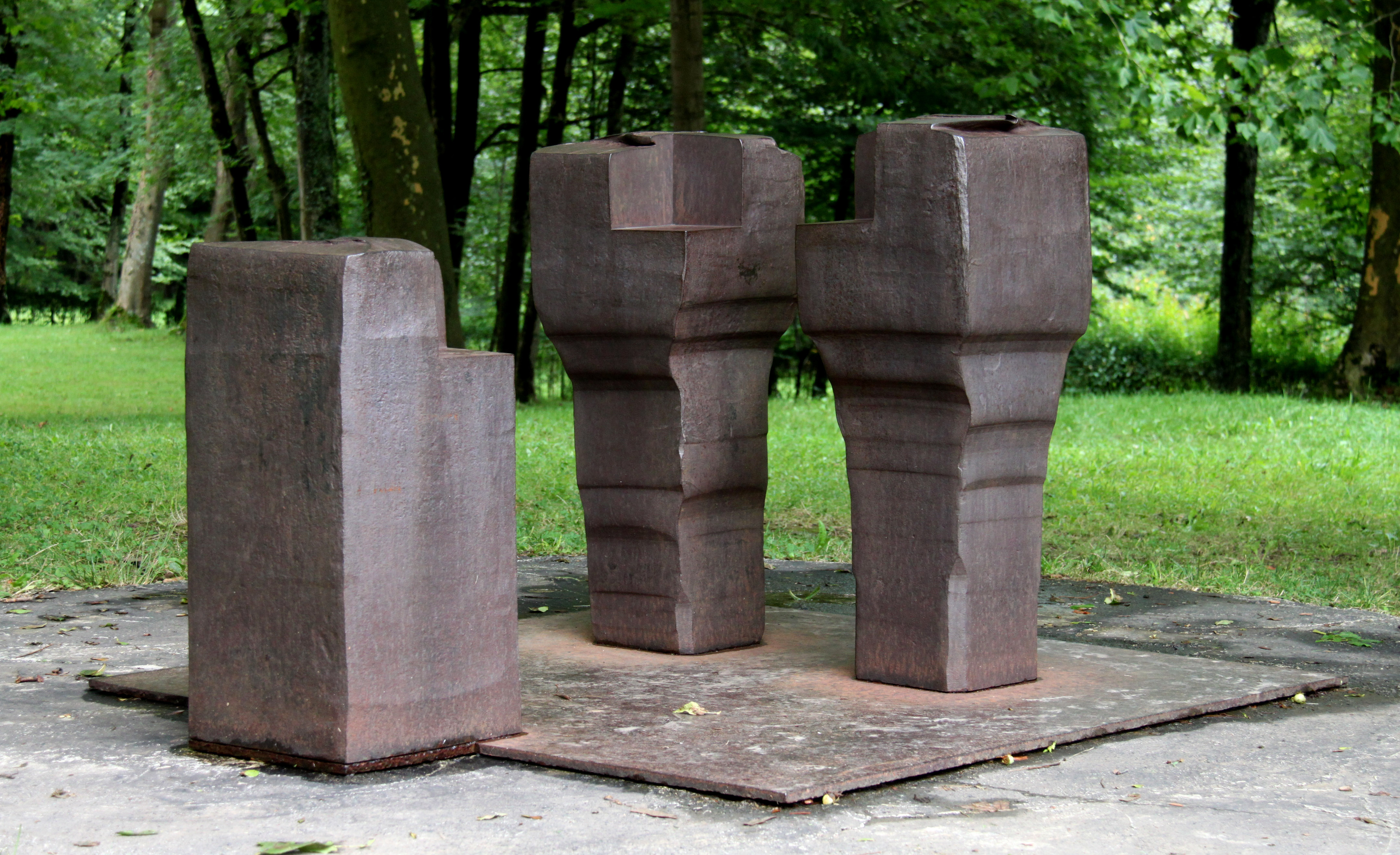
Obra d'en Chillida

### La casa Zabalaga
Es van necessitar catorze anys per restaurar el ruïnós edifici de pedra i fusta descoberta, comprat per la família Chillida l'any 1984.
No va ser una restauració i rehabilitació normal el que es va dur a terme, sinó que Joaquín Montero i els Chillida-Belzunce van tractar a la casa com una obra més, una altra escultura, al buidar el seu interior i introduir en ella l'espai i la llum. Sense presses, l'obra ha anat sent el resultat d'un procés lent de maduració en el que el treball és realitzat a mà.
En el seu interior acull unes cent obres de petit i mitjà format, entre dibuixos, gravitacions en paper, en alabastres, guixos, ferros, murals i collages. Per reunir una mostra representativa de totes les etapes de l'artista, la família va haver de recórrer al mercat per comprar moltes de les obres, ja que fins al 1980 l'artista va tenir un contracte en exclusiu amb la Galeria Maeght de París.

#### Planta baixa
Un enorme finestral projecta la llum natural sobre les peces. La casa és plena d'espai viu, i impressionants bigues de roure sostenen la pedra vista de l'edifici. Aquí és on es troben peces de mitjà format, en la seva majoria, projectes realitzats per a monuments públics, com "Campo espacio de paz II", que està a Lund, Suècia.
També trobem altres peces molt arquitectòniques que no estan en la categoria de projectes, dels seixanta i setanta, com granits, alabastres, obres en ferro i gravitacions que pengen dels murs. Peces d'alabastre com "Elogio de la Luz XX" recorden inevitablement el projecte que l'artista volia realitzar a la muntanya del Tindaya, a Fuerteventura, l'obra més ambiciosa projectada per l'artista.

#### Planta superior

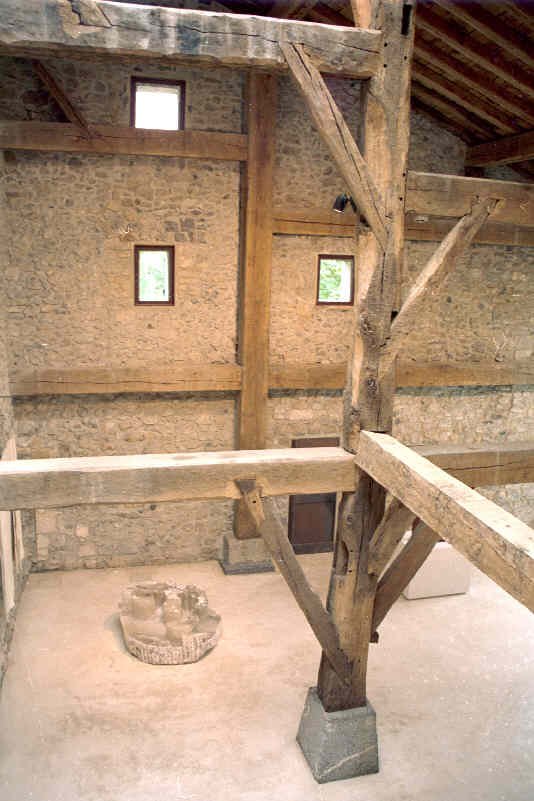
Obra d'en Chillida

A la dreta, a l'entrada de la casa, una gran escala de fusta porta cap a la galeria superior, on es troba l'única sala d'ordre cronològic, el Chillida dels dibuixos, de les primeres escultures de torsos, els guixos fets a París (1948-1951) i dels ferros de la primera època. També s'hi troben els seus primers ferros i "Peines", dels anys cinquanta.
Finalment, a la planta superior, una porta de vidre dona pas a la part més delicada, a l'anomenada "el Chillida més íntim", la que ell anomenava la sala de la càmera. Un lloc sagrat on es veu el que ha guiat a l'artista durant cinquanta anys. En aquesta sala es troben les "lurras", elaborades amb terra cuita, un material que l'artista donostiarra descobria pel so, i les gravitacions en paper, amb les que Chillida va incorporar l'espai al dibuix per primera vegada, en un joc de superposició de capes, traçats i talls en el paper.

## Les col·leccions temporals
El museu ofereix una sèrie d'exposicions temporals relacionades amb sèries d'èpoques de l'autor. La col·lecció temporal més important que es va dur a terme va ser l'exposició de 17 de les 22 obres creades per l'escultor entre 1952 i 1999, sèries de les que va sorgir la famosa obra "Peine del Viento, cronologia d'una sèrie".
Aquesta va ser la segona mostra organitzada pel museu per commemorar el 30 aniversari, el 2007, de la instal·lació del "Peine del Viento", l'any 1977 a la platja d'Ondarreta a La Concha. Aquesta primera obra té una important càrrega emocional, ja que és la que va inaugurar el concepte de "Peine", i va ser una de les primeres obres amb les que Chillida va iniciar el seu treball innovador, encara que l'obra de San Sebastià, que fa el número 15, és la culminació de la sèrie.
Algunes de les obres d'aquesta sèrie no van ser mostrades en el museu, ja que estaven exposades en llocs públics, però van comptar amb fotografies, dibuixos i collages. La recopilació de les obres va permetre transmetre l'evolució que el concepte "Peine del Viento" va tenir en la ment de Chillida, passant per diferents escultures que semblen vibrants ramificacions dels arbres, fins que finalment es converteixen en fortes urpes que volen pentinar el vent. L'exposició permetia també ensenyar el llarg camí existent des que sorgia una idea en la ment de Chillida, fins que es plasmava a la realitat en una obra, o sèries d'elles.

### Vídeo
"Chillida. El arte y los sueños." Vídeo que presenta a l'artista i les seves obres, amb diverses entrevistes i col·loquis. També conté dades de la seva biografia.

### Llibres
- "Chillida en San Sebastian"
- "Chillida." Fundació Miró. Barcelona
- "Chillida, escala humana"
- "Eduardo Chillida. Elogio del hierro"